# Frank Beard
Frank Lee Beard (født 11. juni 1949) er trommeslager i blues rock-bandet ZZ Top. Han spiller også lejlighedsvis percussion.
I slutningen af 1969 sluttede han sig til Billy Gibbons' band ZZ Top. Han introducerede også Gibbons' for bassisten og vokalen Dusty Hill, som Beard tidligere havde spillet med i både The Cellar Dwellers, The Warlocks og American Blues. Sammen udgav de deres første studiealbum ZZ Top's First Album i januar 1971.
Da ZZ Top startede var Beard kendt under kælenavnet "Rube" og blev krediteret som "Rube Beard" på det første album og på det tredje album, Tres Hombres (1973), men blev krediteret under sit rigtige navn på det andet album Rio Grande Mud (1972). Efterfølgende blev han krediteret som "Frank Beard" på alle bandets albums.

## Personlige liv
Beard var gift med Catherine Alexander fra april 1974 - juli 1981. Han blev herefter gift med Debbie Meredith i november 1982 og de har tre børn.